# VidZone
VidZone er en online musikvideotjeneste, som styres af firmaet VidZone Digital Media med base i London. Tjenesten tillader fri streaming af musikvideoer fra hjemmesiden VidZone.tv og musikdistribution gennem en række mobilnetværker på verdensplan. VidZone-kataloget omfatter over 1,5 millioner spor, 25.000 musikvideoer og 15.000 truetones, heriblandt fuld adgang til kataloger fra Sony BMG og EMI.
I 2009 vil VidZone's tjeneste blive udvidet til PlayStation 3-konsollen i Europa og Australien, hvilket vil lade brugere se musikvideoer på deres PS3 eller streamet til deres PSP via Remote Play.

## Fodnoter
1. ↑  "Ericsson delivers complete and secure music billing for VidZone Digital Media". Ericsson. 2007-06-27. Hentet 2008-08-22.
2. ↑  "VidZone Digital Media inks deal with Sony BMG". Brand Republic. 2007-06-06. Arkiveret fra originalen 11. oktober 2008. Hentet 2008-08-22.
3. ↑  "VidZone Digital Media and EMI Music ink major deal". EMI Group. 2008-06-27. Hentet 2008-08-22.
4. ↑  Kietzmann, Ludwig (2008-08-20). "GC 2008: PS3 getting free 'VidZone' music service in Europe". Joystiq. Hentet 2008-08-21.